# Zygmunt Jundziłł
Zygmunt Jundziłł (ur. 28 lipca 1880 w Wilnie, zm. 8 lipca 1953 w Londynie) – konserwatywny polityk, członek Zjednoczenia Państwowego na Kresach w 1922 roku, członek BBWR, senator III kadencji z województwa wileńskiego (lista nr 1), prawnik, adwokat, radca Izby Przemysłowo-Handlowej w Wilnie, założyciel Unii Narodowo-Państwowej w 1922 roku.
Syn Hipolita Jundziłła i Marii z Toplickich. W 1906 ukończył prawo na Uniwersytecie Warszawskim. W czasie I wojny światowej działacz komitetów obywatelskich na Wileńszczyźnie, potem wykładowca Uniwersytetu Stefana Batorego, a po II wojnie światowej na emigracji w Londynie. W 1908 ożenił się z Marią Naimską.
10 maja 1951 został powołany przez Prezydenta RP na uchodźstwie Augusta Zaleskiego na stanowisko sędziego Sądu Obywatelskiego w Londynie Sędzia Sądu Obywatelskiego w Londynie. Wykładowca na Polskim Uniwersytecie na Obczyźnie.

## Wybrane publikacje
- Dwie Dyany, Wilno 1940 (Odbito w ilości 100 egz., z których większość zginęła w czasie wojny, wydaw. konspiracyjne).
- Ustrój polityczny Imperium Rosyjskiego, Londyn: "Reduta" 1949.